# Syarifuddin Azman
Syarifuddin „Damok“ Azman (* 24. November 2001) ist ein malaysischer Motorradrennfahrer.

## Statistik in der Motorrad-Weltmeisterschaft
(Stand: Saisonende 2023)
| Saison | Klasse | Team                    | Motorrad | Rennen | Rennen | Siege | Zweiter | Dritter | Poles | Schn. Runden | Punkte | Position |
| ------ | ------ | ----------------------- | -------- | ------ | ------ | ----- | ------- | ------- | ----- | ------------ | ------ | -------- |
| 2021   | Moto3  | Petronas Sprinta Racing | Honda    | 1      | 1      | –     | –       | –       | –     | –            | 3      | 30.      |
| 2022   | Moto3  | Rivacold Snipers Team   | Honda    | 2      | 4      | –     | –       | –       | –     | –            | 0      | 28.      |
| 2022   | Moto3  | VisionTrack Racing Team | Honda    | 2      | 4      | –     | –       | –       | –     | –            | 0      | 28.      |
| 2023   | Moto3  | MT Helmets – MSI        | KTM      | 16     | 16     | –     | –       | –       | –     | –            | 5      | 28.      |
| Gesamt | Gesamt | Gesamt                  | Gesamt   | 21     | 21     | 0     | 0       | 0       | 0     | 0            | 8      |          |

Einzelergebnisse
| Saison | 1        | 2           | 3           | 4         | 5          | 6       | 7           | 8           | 9           | 10                     | 11          | 12                     | 13         | 14         | 15        | 16             | 17         | 18         | 19       | 20       | 21       |
| ------ | -------- | ----------- | ----------- | --------- | ---------- | ------- | ----------- | ----------- | ----------- | ---------------------- | ----------- | ---------------------- | ---------- | ---------- | --------- | -------------- | ---------- | ---------- | -------- | -------- | -------- |
| 2021   | Katar    | Katar       | Portugal    | Spanien   | Frankreich | Italien | Katalonien  | Deutschland | Niederlande | Steiermark             | Osterreich  | Vereinigtes Konigreich | Aragonien  | San Marino | USA-Texas | Emilia-Romagna | Portugal   | \|\|\|     |          |          |          |
| 2021   |          |             |             |           |            |         |             |             |             |                        |             | 13                     |            |            |           |                |            |            |          |          |          |
| 2022   | Katar    | Indonesien  | Argentinien | USA-Texas | Portugal   | Spanien | Frankreich  | Italien     | Katalonien  | Deutschland            | Niederlande | Vereinigtes Konigreich | Osterreich | San Marino | Aragonien | Japan          | Thailand   | Australien | Malaysia | Valencia |          |
| 2022   |          |             |             |           | 24         | 22      |             |             | 19          |                        |             |                        |            |            |           |                |            |            | 16       |          |          |
| 2023   | Portugal | Argentinien | USA-Texas   | Spanien   | Frankreich | Italien | Deutschland | Niederlande | Kasachstan  | Vereinigtes Konigreich | Osterreich  | Katalonien             | San Marino | Indien     | Japan     | Indonesien     | Australien | Thailand   | Malaysia | Katar    | Valencia |
| 2023   | 22       | 11          | DNF         | 21        | DNF        | DNS     |             | DNS         | C           | DNF                    | 28          | 24                     | 25         | 21         | 19        | 24             | DNF        | 24         | 20       | 22       | DNS      |

| Legende  | Legende            | Legende                                                          |
| Farbe    | Abkürzung          | Bedeutung                                                        |
| -------- | ------------------ | ---------------------------------------------------------------- |
| Gold     | –                  | Sieg                                                             |
| Silber   | –                  | 2. Platz                                                         |
| Bronze   | –                  | 3. Platz                                                         |
| Grün     | –                  | Platzierung in den Punkten                                       |
| Blau     | –                  | Klassifiziert außerhalb der Punkteränge                          |
| Violett  | DNF                | Rennen nicht beendet (did not finish)                            |
| Violett  | NC                 | nicht klassifiziert (not classified)                             |
| Rot      | DNQ                | nicht qualifiziert (did not qualify)                             |
| Rot      | DNPQ               | in Vorqualifikation gescheitert (did not pre-qualify)            |
| Schwarz  | DSQ                | disqualifiziert (disqualified)                                   |
| Weiß     | DNS                | nicht am Start (did not start)                                   |
| Weiß     | WD                 | zurückgezogen (withdrawn)                                        |
| Hellblau | PO                 | nur am Training teilgenommen (practiced only)                    |
| Hellblau | TD                 | Freitags-Testfahrer (test driver)                                |
| ohne     | DNP                | nicht am Training teilgenommen (did not practice)                |
| ohne     | INJ                | verletzt oder krank (injured)                                    |
| ohne     | EX                 | ausgeschlossen (excluded)                                        |
| ohne     | DNA                | nicht erschienen (did not arrive)                                |
| ohne     | C                  | Rennen abgesagt (cancelled)                                      |
| ohne     | keine WM-Teilnahme |                                                                  |
| sonstige | P/fett             | Pole-Position                                                    |
| sonstige | 1/2/3/4/5/6/7/8    | Punktplatzierung im Sprint-/Qualifikationsrennen                 |
| sonstige | SR/kursiv          | Schnellste Rennrunde                                             |
| sonstige | *                  | nicht im Ziel, aufgrund der zurückgelegten Distanz aber gewertet |
| sonstige | ()                 | Streichresultate                                                 |
| sonstige | unterstrichen      | Führender in der Gesamtwertung                                   |

## Verweise
- Syarifuddin Azman  in der Datenbank von MotoGP.com

| Personendaten    | Personendaten                   |
| ---------------- | ------------------------------- |
| NAME             | Azman, Syarifuddin              |
| ALTERNATIVNAMEN  | Azman, Damok                    |
| KURZBESCHREIBUNG | malaysischer Motorradrennfahrer |
| GEBURTSDATUM     | 24. November 2001               |